# Kaitlyn Leeb
Pour les articles homonymes, voir Kaitlyn et Leeb.
Kaitlyn Leeb, née Kaitlyn Wong le 18 juin 1988 à Toronto au Canada, est une actrice et mannequin canadienne. 
Elle est d'ascendance chinoise et irlandaise. 
Elle est diplômée de l'université de York, en psychologie.

## Vie privée
Kaitlyn est mariée a Ted Leeb, trader boursier. Il travaille actuellement chez BMO Capital Markets à Toronto, au Canada, en tant que vice-président des produits d'actions. Il a auparavant travaillé comme négociateur institutionnel d'actions chez Stonecap Securities depuis le 17 août 2013.
Ils ont deux filles, Avery Elizabeth Leeb née le 5 août 2016 et Presley Leeb née en janvier 2020.

## Anecdote
Kaitlyn a participé et gagné le Miss CHIN Bikini à Toronto en 2009.

## Carrière
Kaitlyn a commencé sa carrière en tant que mannequin dans des campagnes publicitaires pour Virgin Mobile, ou le TIFF en 2010. Elle a fait des apparitions dans les séries Aaron Stone, Blue Mountain State et les films Locked Down, The Jazzman et Wrong Turn 4.
Elle est notamment connue pour avoir joué le rôle de Camille Belcourt dans la série Shadowhunters en 2016-2017.

## Filmographie
- 2006 : Beautiful People (série télévisée)
- 2009 : The Jazzman : Valerie
- 2010 : Blue Mountain State (série télévisée) : Clementine
- 2010 : Aaron Stone (série télévisée) : Jill
- 2010 : Locked Down : Trina
- 2011 : Détour mortel 4 (Wrong Turn 4: Bloody Beginnings) : Bridget
- 2012 : Total Recall : la femme aux trois seins
- 2012 : The L.A. Complex (série télévisée) : Taylor
- 2012 : Hail Satan (court métrage) : Becca
- 2013 : Love Me : Dayln
- 2013 : Alive (téléfilm) : Liv
- 2013 : Grave Halloween (téléfilm) : Maiko
- 2014 : Republic of Doyle (série télévisée) : Elsa Tessier (2 épisodes)
- 2014 : Bitten (série télévisée) : Amanda (2 épisodes)
- 2014 : Seed (série télévisée) : Laila (3 épisodes)
- 2014 : Wolves : Lisa Stewart
- 2014 : The Hazing Secret (téléfilm) : Kim
- 2012-2014 : Degrassi : La Nouvelle Génération (série télévisée) : Jennifer Doolittle (5 épisodes)
- 2015 : Single Ladies (série télévisée) : Keira (5 épisodes)
- 2015 : Backpackers (série télévisée) : Danica
- 2015-2016 : Rogue (série télévisée) : Lily (3 épisodes)
- 2016-2017 : Shadowhunters: The Mortal Instruments (série télévisée) : Camille Belcourt (7 épisodes)
- 2012-2017 : Heartland (série télévisée) : Cassandra Lee Odell (25 épisodes)
- 2017 : Slasher (série télévisée) : Susan (7 épisodes)
- 2018 : Christmas with a View (téléfilm) : Clara Garrison
- 2018 : Christmas with a Prince (téléfilm) : Dr Tasha Miller
- 2019 : Christmas with a Prince 2 (téléfilm) : Dr Tasha Miller
- 2020 : Spinning Out (série télévisée) : Leah
- 2021 : Christmas with a Prince 3 (téléfilm) : Dr Tasha Miller :
- 2022 : L'amour triomphe toujours (téléfilm) : Piper
- 2022 : Fallen Angels Murder Club : Friends to Die For ... Monica Lincoln (TV)
- 2022 : Fallen Angels Murder Club : Heroes and Felons ... Monica Lincoln (TV)
- 2022 : Write Place, write time ... Paige Porter (TV)